# Hariharapura, Madhugiri
Hariharapura là một làng thuộc tehsil Madhugiri, huyện Tumkur, bang Karnataka, Ấn Độ.